# Aussiedler und Spätaussiedler
Als Aussiedler und Spätaussiedler versteht man Zuwanderer deutscher Abstammung, die aus einem Staat des ehemaligen Ostblocks in die Bundesrepublik Deutschland kamen, um dort ansässig zu werden. Bis Ende der 1980er Jahre kamen die meisten aus Polen und Rumänien, seit 1990 meist aus den Nachfolgestaaten der Sowjetunion.
Bis zum 31. Dezember 1992 wurden im amtlichen Sprachgebrauch solche Menschen Aussiedler genannt,
- die als deutsche Staatsangehörige in den ehemals deutschen Gebieten östlich der Oder-Neiße-Linie geboren wurden und zunächst nach 1945 dort verblieben sind, sowie gleichfalls deren Abkömmlinge und Ehepartner anderer Volkszugehörigkeit (gemäß § 4 Abs. 3 Satz 2 BVFG), die nach Deutschland übergesiedelt sind, oder
- die als deutsche Volkszugehörige aus einem sozialistisch regierten Land im Rahmen eines Aufnahmeverfahrens in das Gebiet der Bundesrepublik Deutschland oder der Deutschen Demokratischen Republik übergesiedelt sind, sowie die Angehörigen, die sie bei der Aussiedlung begleitet haben.

Spätaussiedler werden Menschen nur dann genannt, wenn sie ab dem 1. Januar 1993 in die Bundesrepublik Deutschland zugezogen sind. Wer vor dem 1. Januar 1993 in die Bundesrepublik migriert und als Aussiedler anerkannt worden ist, behält (unabhängig von der Begriffsverwendung in der Umgangssprache) den Aussiedler-Status. Die Anerkennung als Aussiedler oder Spätaussiedler erfolgt nach dem Bundesvertriebenengesetz. Vor allem sollen die Begriffe Aussiedler und Spätaussiedler die Angehörigen von deutschen Minderheiten erfassen, deren Familien teilweise seit Generationen in Ostmittel-, Ost- und Südosteuropa, aber auch teilweise in Zentralasien gelebt haben und nach Deutschland ausgereist sind.

## Rechtlicher Status und Anerkennungsverfahren
Das zur Prüfung der Voraussetzungen für die Anerkennung der Spätaussiedlereigenschaft einschlägige Gesetz ist das am 19. Mai 1953 in Kraft getretene Bundesvertriebenengesetz (BVFG), das durch viele Reformen nun in einer sehr modifizierten Form angewendet wird. Das BVFG ist weiterhin ausdrücklich „kein Instrument zur Steuerung der Zuwanderung […], sondern nach wie vor ein Instrument zur Kriegsfolgenbewältigung“.
Personen, die im Wege des Aufnahmeverfahrens als deutsche Volkszugehörige in die Bundesrepublik Deutschland einreisen, erwerben zunächst den Status eines Statusdeutschen nach Art. 116 Abs. 1 GG und nach Ausstellung der Bescheinigung nach § 15 Abs. 1 BVFG dann die deutsche Staatsangehörigkeit kraft Gesetzes im Sinne des Artikels 116 des Grundgesetzes. Zugleich erfolgt auch der Statuserwerb eines Spätaussiedlers. Neben dem Spätaussiedler können (seit dem 14. September 2013) auch Familienangehörige des Spätaussiedlers in dessen Aufnahmebescheid einbezogen werden (§ 7 Abs. 2 BVFG); hierzu zählen:
- der Ehegatte des Spätaussiedlers,
- Abkömmlinge des Spätaussiedlers (Kinder, Enkel, Urenkel usw.).

Diesen Personen wird ein sog. Einbeziehungsbescheid nach § 27 Abs. 2 BVFG erteilt. Das Bundesvertriebenengesetz ermöglicht auch, dass weitere Familienangehörigen des Spätaussiedlers, die nicht zum o. g. Personenkreis gehören, zeitgleich mit einer Person, die im Besitz eines Aufnahme- oder Einbeziehungsbescheides ist, ausreisen (§ 8 Abs. 2 BVFG). Rechtlich wird dies über ein auf 90 Tage befristetes nationales Visum ohne Zustimmung der Ausländerbehörde ermöglicht, das nach der Aufnahme im Bundesgebiet gemäß § 39 Nr. 1 AufenthV in eine Aufenthaltserlaubnis zum Familiennachzug umgewandelt wird (Beschluss der Ständigen Konferenz der Innenminister und -senatoren der Länder vom 6./7. Dezember 2007). Zu diesen weiteren Familienangehörigen zählen unter anderem:
- der Ehegatten eines Abkömmlings des Spätaussiedlers (Schwiegersohn/-tochter bzw. Schwiegerenkelsohn/enkeltochter usw.)
- der minderjährige und ledige Abkömmling eines Ehegatten des Spätaussiedlers (Stiefsohn/- tochter bzw. Stiefenkelsohn/- Stiefenkeltochter)
- der Ehegatte oder minderjährige und ledige Abkömmling des Spätaussiedlers, der aus rechtlichen Gründen nicht in den Aufnahmebescheid des Spätaussiedlers einbezogen werden kann

Diese Personen erwerben jedoch nicht die deutsche Staatsangehörigkeit, sondern halten sich nach Ausländerrecht in der Bundesrepublik Deutschland auf.
Wer in Deutschland als Spätaussiedler, Ehegatte eines Spätaussiedlers oder Abkömmling eines Spätaussiedlers anerkannt werden will, muss mit einem Aufnahme- oder Einbeziehungsbescheid einreisen. Diesen erhält er, wenn er mittels eines formalen schriftlichen Aufnahmeverfahrens seine deutsche Volkszugehörigkeit nachweist.
Spätaussiedler ist in der Regel ein deutscher Volkszugehöriger, der die Republiken der ehemaligen Sowjetunion nach dem 31. Dezember 1992 im Wege des Aufnahmeverfahrens verlassen und innerhalb von sechs Monaten im Geltungsbereich des Gesetzes seinen ständigen Aufenthalt genommen hat […].
Aus der Legaldefinition lassen sich folgende Voraussetzungen erkennen:

### Deutsche Volkszugehörigkeit
Die Definition der deutschen Volkszugehörigkeit findet sich in § 6 BVFG. Sie ist unterteilt in Abs. 1 (Personen, die bis zum 31. Dezember 1923 geboren sind) und Abs. 2 (Personen, die ab dem 1. Januar 1924 geboren sind).
Absatz 1 stammt in seinen Grundzügen aus einem Runderlass des Reichsministeriums des Innern vom 29. März 1939 (RMBliV, S. 783) und wurde durch Einführung des BVFG lediglich um die Passage „Personen artfremden Blutes, insbesondere Juden, sind niemals deutsche Volkszugehörige, auch wenn sie sich bisher als solche bezeichnet haben“ gekürzt. Dass ein Teil dieser Definition aus dem Wortlaut der nationalsozialistischen Bestimmung von 1939 übernommen wurde, gab immer wieder Anlass zur Kritik und Spannungen im Zusammenhang mit der Diskussion um Deutschsein, für die diese rechtliche Definition oft herangezogen wird. Dennoch ist ein scharfer Schnitt zwischen dieser und der bundesdeutschen Vorstellung von Abstammung zu erkennen, denn heute sind Adoptivkinder den leiblichen Kindern gleichgestellt.
Absatz 2, der heute auf die weit größere Anzahl von Personen (>99 %) Anwendung findet, unterteilt sich in drei Bereiche:

#### Abstammung von einem deutschen Volkszugehörigen
Zu beachten ist, dass es sich hier um die rein leibliche Abstammung handelt. D. h. Adoptivkindern oder Personen, die ihre Abstammung aufgrund fehlender Dokumente nicht nachweisen können, mangelt es in der Regel an der Abstammung von einem deutschen Volkszugehörigen (Nr. 2.1 BVFG-VwV zu § 6).
Die Person, auf die man sich bei der Abstammung bezieht, muss deutscher Volkszugehöriger i. S. d. Abs. 1 sein, nach herrschender Meinung wird dies sicher angenommen bei Personen,
- die nachweislich Vertreibungsmaßnahmen gegenüber der deutschen Minderheit aufgrund ihrer deutschen Volkszugehörigkeit im Zeitraum 1941–1956 ausgesetzt waren (z. B. Vertreibung oder Angehörige einer Arbeitsarmee),
- die im Juni 1941 mindestens 18 Jahre alt waren und sich in einem Personenstandsdokument mit Deutscher Nationalität haben eintragen lassen (z. B. in die Geburtsurkunde eines Kindes),
- die aufgrund einer Gesamtschau nur der deutschen Volkszugehörigkeit und keiner anderen zugerechnet werden können.

#### Bekenntnis zum deutschen Volkstum
Das „Bekenntnis zum deutschen Volkstum“ kann laut Gesetzestext
- durch ein ausdrückliches Bekenntnis durch Nationalitätenerklärung oder
- familiäre Vermittlung der deutschen Sprache oder
- durch Nachweis von besonders guter Beherrschung der deutschen Sprache nachgewiesen werden (in der Regel Sprachkenntnisse Niveau B1 des Gemeinsamen europäischen Referenzrahmens für Sprachen).

Ob die genannten Bekenntnismöglichkeiten eine Rangfolge bilden oder als gleichwertig zu sehen sind, ist nicht eindeutig erkennbar und daher Grundlage eines intensiven Meinungsstreits zwischen Rechtswissenschaft und öffentlicher Verwaltung. Ein klärendes Urteil des Bundesverwaltungsgerichts steht noch aus.

#### Sprachkenntnisse
Der Spätaussiedlerbewerber wird seitens der zuständigen Verwaltungsbehörde zur deutschen Auslandsvertretung eingeladen und dort getestet. Inwieweit Sprachprüfungen anderer Organisationen ebenfalls ausreichen, um die Sprachkenntnisse nachzuweisen, ist ebenfalls nicht eindeutig geregelt. Es werden jedoch diverse Sprachprüfungen entsprechend dem Niveau B1 des gemeinsamen europäischen Referenzrahmens für Sprachen anerkannt, da der Gesetzgeber dieses Sprachniveau explizit in § 6 Abs. 2 BVFG genannt hat.
Auch Ehegatten und volljährige Abkömmlinge des Spätaussiedlers, die in dessen Aufnahmebescheid einbezogen werden sollen, müssen Grundkenntnisse der deutschen Sprache nachweisen. Lt. Verwaltungsvorschrift entspricht das dem Niveau A1 des gemeinsamen europäischen Referenzrahmens für Sprachen.

### Stichtagsregelung, Wohnsitzkriterium und Einreise im Wege des Aufnahmeverfahrens
Spätaussiedler ist, wenn er […]
- seit dem 8. Mai 1945 oder
- nach seiner Vertreibung oder der Vertreibung eines Elternteils seit dem 31. März 1952 oder
- seit seiner Geburt, wenn er vor dem 1. Januar 1993 geboren ist und von einer Person abstammt, die die Stichtagsvoraussetzung des 8. Mai 1945 nach Nummer 1 oder des 31. März 1952 nach Nummer 2 erfüllt, es sei denn, dass Eltern oder Voreltern ihren Wohnsitz erst nach dem 31. März 1952 in die Aussiedlungsgebiete verlegt haben, seinen Wohnsitz in den Aussiedlungsgebieten hatte.

Spätaussiedler kann daher nur werden, wer vor dem 1. Januar 1993 geboren ist. Diese willkürlich erscheinende Grenze stellt laut Verwaltungsgericht Köln keine verfassungswidrige Ungleichbehandlung gegenüber denjenigen dar, die ab 1993 geboren sind. Dem Gesetzgeber sei diese Grenzziehung durch Art. 3 Abs. 1 Grundgesetz nicht verwehrt.
Für Personen, die bereits ihren Hauptwohnsitz im Bundesgebiet haben, kommt für einen absehbaren Zeitraum (3–12 Monate) nach der Einreise nur eine Aufnahme im Härtewege in Frage (besondere Voraussetzungen müssen geltend gemacht werden, z. B. Flüchtling des Krieges in der Ukraine, die begründen, warum ein Abwarten des Verfahrens im Herkunftsgebiet für den Antragsteller unmöglich war).
Nach diesem Zeitraum ist eine Anerkennung als Spätaussiedler nicht mehr möglich, da es am Kriterium des § 4 BVFG mangelt (keine Einreise im Rahmen des Aufnahmeverfahrens mit Aufnahme- oder Einbeziehungsbescheid).
Personen, die ihren Hauptwohnsitz in einem Land genommen haben, das § 4 BVFG nicht aufführt, kann es ebenfalls an o. g. Kriterium fehlen.

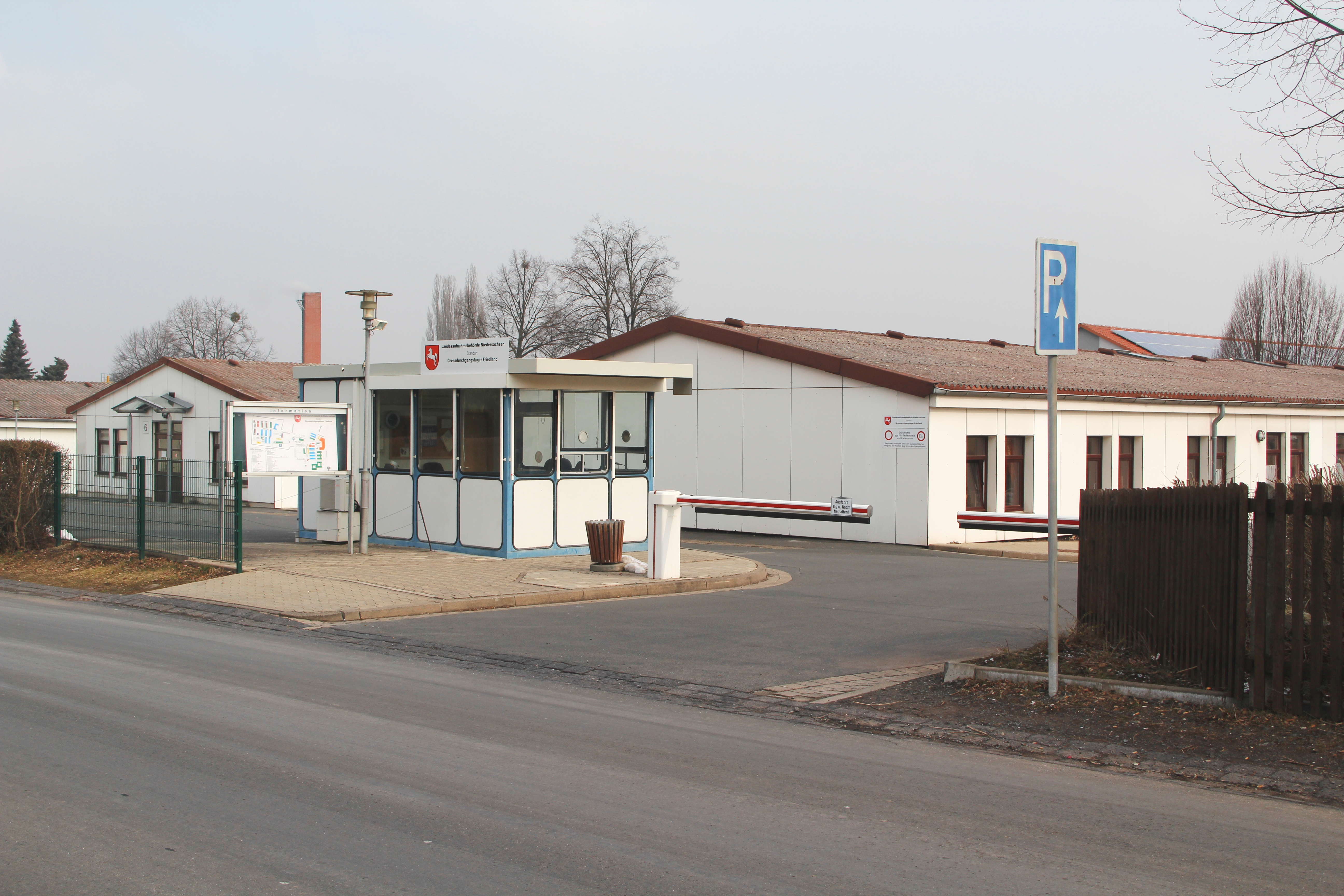
Lager Friedland

Heute werden alle in die Bundesrepublik Deutschland einreisenden Spätaussiedler zunächst im Grenzdurchgangslager Friedland aufgenommen. Sie werden dort registriert und nach dem Königsteiner Schlüssel auf die einzelnen Bundesländer verteilt.

### Ausschlusstatbestände nach § 5 BVFG
Die Rechtsstellung eines Spätaussiedlers oder einzubeziehenden Ehegatten oder Abkömmlings (§ 27 Abs. 2 BVFG) kann ausgeschlossen werden, wenn der Bewerber einen Ausschlusstatbestand nach § 5 BVFG erfüllt. Je nach erfülltem Ausschlusstatbestand kann dieser auch eine Sperrwirkung für die Erteilung einer Einreisegenehmigung entfalten, so dass eine Aufnahme durch das BVFG grundsätzlich nicht mehr möglich ist.
Nach § 5 BVFG, erwirbt die Rechtsstellung als Spätaussiedler nicht, wer:
- in den Aussiedlungsgebieten der nationalsozialistischen oder einer anderen Gewaltherrschaft erheblich Vorschub geleistet hat,
- in den Aussiedlungsgebieten durch sein Verhalten gegen die Grundsätze der Menschlichkeit oder Rechtsstaatlichkeit verstoßen hat,
- in den Aussiedlungsgebieten in schwerwiegendem Maße seine Stellung zum eigenen Vorteil oder zum Nachteil anderer missbraucht hat,
- eine rechtswidrige Tat begangen hat, die im Inland als Verbrechen im Sinne des § 12 Abs. 1 des Strafgesetzbuchs anzusehen wäre, es sei denn, die Tat wäre nach deutschem Recht verjährt oder eine Verurteilung deswegen nach dem Bundeszentralregistergesetz zu tilgen, oder
- nach einer durch tatsächliche Anhaltspunkte gerechtfertigten Schlussfolgerung – es sei denn, er macht glaubhaft, dass er sich von den früheren Handlungen abgewandt hat
  - einer Vereinigung angehört oder angehört hat, die den Terrorismus unterstützt, oder eine derartige Vereinigung unterstützt oder unterstützt hat,
  - bei der Verfolgung politischer Ziele sich an Gewalttätigkeiten beteiligt oder öffentlich zur Gewaltanwendung aufgerufen oder mit Gewaltanwendung gedroht hat oder
  - Bestrebungen verfolgt oder unterstützt oder verfolgt oder unterstützt hat, die gegen die freiheitliche demokratische Grundordnung, den Bestand oder die Sicherheit des Bundes oder eines Landes oder den Gedanken der Völkerverständigung gerichtet sind,
- die Aussiedlungsgebiete wegen einer drohenden strafrechtlichen Verfolgung auf Grund eines kriminellen Delikts verlassen oder
- in den Aussiedlungsgebieten eine Funktion ausgeübt hat, die für die Aufrechterhaltung des kommunistischen Herrschaftssystems gewöhnlich als bedeutsam galt oder auf Grund der Umstände des Einzelfalles war, oder
- wer für mindestens drei Jahre mit dem Inhaber einer solchen Funktion in häuslicher Gemeinschaft gelebt hat.

### Wiederaufgreifen von unanfechtbar abgeschlossenen Verfahren
Auch eröffnet die derzeitige Rechtslage die Möglichkeit, dass rechtskräftig abgeschlossene (unanfechtbar gewordene) Verfahren nun fristlos wieder aufgenommen werden können. Rechtlich wird dies durch eine Änderung des § 27 Abs. 3 BVG ermöglicht, wodurch die normalerweise geltende 3-Monatsfrist des § 51 Abs. 3 des Verwaltungsverfahrensgesetzes außer Kraft gesetzt wird.

### Nachträgliche Einbeziehung
Auch ist nun die nachträgliche Einbeziehung von im Herkunftsgebiet verbliebenen Ehegatten oder Abkömmlingen in den Aufnahmebescheid eines in Deutschland lebenden Spätaussiedlers ohne vorherige Darlegung eines Härtefalles möglich. Das Erfordernis der gemeinsamen Ausreise entfällt.
Es kommt immer öfter vor, dass Abkömmlinge nach der Ausreise des in Deutschland lebenden Spätaussiedlers geboren wurden und somit nicht mehr als im Herkunftsgebiet verblieben gelten, so dass diese dann nur nach Ausländerrecht Aufnahme in Deutschland finden können. Diese Formulierung des Gesetzgebers führt in der Praxis oftmals zu Wertungswidersprüchen. Bei einem Spätaussiedler, der 2004 nach Deutschland eingereist ist und nun zwei Enkelkinder nachträglich einbeziehen will, die 2003 und 2005 geboren sind, erhält das 2003 geborene Enkelkind den privilegierten Status des § 7 Abs. 2 BVFG sowie die deutsche Staatsangehörigkeit und das 2005 geborene Kind nicht, da dieses nicht als im Herkunftsgebiet verblieben gilt und es hält sich nach Ausländerrecht in Deutschland auf.

### Rechte und Pflichten von Spätaussiedlern
Im Prinzip sind alle Bürgerrechte auf Aussiedler und Spätaussiedler anzuwenden. Aufgrund des Wohnortzuweisungsgesetzes waren Spätaussiedler früher nach ihrer Einreise nach Deutschland in ihrer Freizügigkeit eingeschränkt, wenn sie nicht durch eigene Erwerbstätigkeit ihren Unterhalt bestreiten konnten. Hintergrund dieser Maßnahme war der Umstand, dass viele Spätaussiedler dort ihren Wohnsitz nahmen, wo bereits Familienangehörige lebten, was zu hohen Aussiedleranteilen in den betreffenden Gemeinden führte und die Leistungsfähigkeit dieser Gemeinden zu überfordern drohte. Aufgrund der über viele Jahre stetig gesunkenen Zuzüge von Aussiedlern wurde das Gesetz weitgehend obsolet und daher zum 31. Dezember 2009 aufgehoben.
Einige Gemeinden sehen in „Aussiedler-“ bzw. „Spätaussiedlerkontingenten“ bei der Vergabe von Bauplätzen ein Instrument, um den Anteil von Aussiedlern und Spätaussiedlern an den Einwohnern der betreffenden Gemeinde in Grenzen zu halten (zum Beispiel die Gemeinde Holdorf). Derartige Regelungen können allerdings von der Kommunalaufsicht wegen Verstoßes gegen Art. 3 Abs. 3 GG aufgehoben werden, da eine Ungleichbehandlung von Menschen, die am „falschen Ort“ geboren wurden, eine verbotene Diskriminierung auf Grund der Herkunft eines Menschen darstellt und verfassungswidrig ist.
Im Hinblick auf das Fremdrentengesetz ist es von zentraler Bedeutung, ob jemand als Aussiedler bzw. Spätaussiedler oder als Angehöriger eines Aussiedlers oder Spätaussiedlers in Deutschland eingereist ist: Nur Personen, die bei der Einreise selbst den Aussiedler- oder Spätaussiedlerstatus hatten, haben dadurch Ansprüche aus dem Fremdrentengesetz, das heißt auf eine höhere Altersrente als bloße Angehörige erworben.
Auch junge Männer mit Aussiedler- oder Spätaussiedlerstatus unterlagen nach Art. 12a GG der Wehrpflicht, bis diese im Rahmen einer Bundeswehrreform zum 1. Juli 2011 ausgesetzt worden ist.

## Geschichte

### Zuwanderung und Anerkennung
Deutsche Staatsangehörige, die nach 1945 in den früheren deutschen Gebieten östlich von Oder und Neiße verblieben waren, und deren Nachkommen bildeten anfangs die größte Gruppe unter den Aussiedlern. Aufgrund der zumeist weiterhin bestehenden deutschen Staatsangehörigkeit besaß diese Gruppe nach Art. 11 des Grundgesetzes in der Bundesrepublik das Recht auf Freizügigkeit, sodass sie keine Einreiseerlaubnis benötigte.
Von 1950 bis 2005 kamen als Aussiedler beziehungsweise Spätaussiedler in die Bundesrepublik Deutschland:
- aus der Sowjetunion und Nachfolgestaaten: 2.334.334
- aus Polen: 1.444.847 (die polnische Diaspora in Deutschland zählt insgesamt 2,5 Millionen Mitglieder)
- aus Rumänien: 430.101
- aus der Tschechoslowakei und Nachfolgestaaten: 105.095
- aus Jugoslawien und Nachfolgestaaten: 90.378
- aus sonstigen Gebieten: 55.716
- aus Ungarn: 21.411

1990 wurde ein förmliches Aufnahmeverfahren eingeführt, bei dem die Einreisewilligen bereits im Herkunftsland die Erfüllung der Aufnahmekriterien nachweisen müssen. Seit 1997 wird ein Sprachtest verlangt, seit 2005 auch für Ehegatten und Kinder.

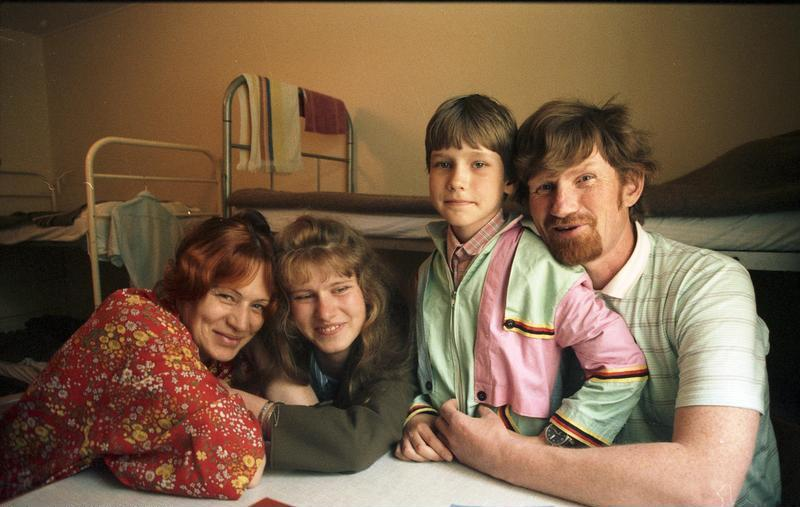
Familie aus Sibirien, Juni 1988 im Lager Friedland

Die Nachfahren der deutschen Auswanderer, die sich vor dem 20. Jahrhundert in Osteuropa (Rumänien, Ungarn, Ukraine und vor allem Russland) niedergelassen hatten, konnten seit den 1960er Jahren auf Antrag (und mit der Begründung ihrer deutschen Volkszugehörigkeit und/oder der Familienzusammenführung) in die Bundesrepublik einwandern, sofern ihnen die Ausreise durch das jeweilige Land gestattet wurde. Denn vor dem Fall der Berliner Mauer 1989 war es mit großen Schwierigkeiten und jahrzehntelangen Wartezeiten und Repressalien verbunden, bis man in einem sozialistisch geprägten Land der Sowjetunion eine Ausreisegenehmigung erhielt, auch wenn deutsche Behörden Aufnahmebereitschaft signalisierten.
Viele deutsche Volkszugehörige waren während des Zweiten Weltkriegs nach Deutschland gekommen oder hatten außerhalb Deutschlands für Deutschland Kriegsdienst geleistet. Sie wurden oftmals von „Reichsdeutschen“ als „Beutegermanen“ diffamiert, und zwar vor allem deshalb, weil sie wegen ihres angeblich „merkwürdigen“, „heimatfremden“ Sprachgebrauchs nicht als „richtige Deutsche“ eingestuft wurden. Andere deutsche Volkszugehörige wurden gleich nach dem Krieg in die sibirischen oder asiatischen Gebiete der Sowjetunion verschleppt – als Reparationsmaßnahme zum Ausgleich für die Kosten, die der UdSSR im Kampf gegen Deutschland entstanden sind – und mussten als Zwangsarbeiter in Fabriken oder Minen arbeiten. Auch sie wurden als Aussiedler oder Spätaussiedler von einigen alteingesessenen Bewohnern der Bundesrepublik Deutschland nach ihrer Übersiedelung nach Deutschland als „Beutegermanen“ beschimpft.
Der Begriff Spätaussiedler war ursprünglich eine nicht offizielle Bezeichnung für Aussiedler, denen ab Ende der 1970er Jahre bis zum 31. Dezember 1992 die Ausreise in die Bundesrepublik Deutschland gelungen beziehungsweise häufig gegen deutsche „Ausgleichszahlungen“ an die Ausreisestaaten gestattet worden war.
| \| Jahr(e) \| (Spät-)Aussiedler und ihre Familienangehörigen \| \| --------- \| ---------------------------------------------- \| \| 1950–1959 \| 438.225 \| \| 1960–1969 \| 221.516 \| \| 1970–1979 \| 355.381 \| \| 1980–1989 \| 984.087 \| \| 1990* \| 397.073 \| \| 1991 \| 221.995 \| \| 1992 \| 230.565 \| \| 1993 \| 218.888 \| \| 1994 \| 222.591 \| \| 1995 \| 217.898 \| \| 1996 \| 177.751 \| \| 1997 \| 134.419 \| \| 1998 \| 103.080 \| \| 1999 \| 104.916 \| \| 2000 \| 95.615 \| \| 2001 \| 98.484 \| \| 2002 \| 91.418 \| \| 2003 \| 72.885 \| \| 2004 \| 59.093 \| \| 2005 \| 35.522 \| \| 2006 \| 7.747 \| \| 2007 \| 5.792 \| \| 2008 \| 4.362 \| \| 2009 \| 3.360 \| \| 2010 \| 2.350 \| \| 2011 \| 2.148 \| \| 2012 \| 1.817 \| \| 2013 \| 2.427 \| \| 2014 \| 5.649 \| \| 2015 \| 6.118 \| \| 2016 \| 6.588 \| \| 2017 \| 7.059 \| \| 2018 \| 7.126 \| \| 2019 \| 7.155 \| \| 2020 \| 4.309 \| \| 2021 \| 7.052 \| \| 2022 \| 7.010 \| |                                                |
| *) 1990: Westdeutschland. Quelle für 1950–1989: bpb; Quelle für 1990–2011: bpb; Quellen für 1950–2022: BVA. |                                                |
| Jahr(e) | (Spät-)Aussiedler und ihre Familienangehörigen |
| 1950–1959 | 438.225                                        |
| 1960–1969 | 221.516                                        |
| 1970–1979 | 355.381                                        |
| 1980–1989 | 984.087                                        |
| 1990* | 397.073                                        |
| 1991 | 221.995                                        |
| 1992 | 230.565                                        |
| 1993 | 218.888                                        |
| 1994 | 222.591                                        |
| 1995 | 217.898                                        |
| 1996 | 177.751                                        |
| 1997 | 134.419                                        |
| 1998 | 103.080                                        |
| 1999 | 104.916                                        |
| 2000 | 95.615                                         |
| 2001 | 98.484                                         |
| 2002 | 91.418                                         |
| 2003 | 72.885                                         |
| 2004 | 59.093                                         |
| 2005 | 35.522                                         |
| 2006 | 7.747                                          |
| 2007 | 5.792                                          |
| 2008 | 4.362                                          |
| 2009 | 3.360                                          |
| 2010 | 2.350                                          |
| 2011 | 2.148                                          |
| 2012 | 1.817                                          |
| 2013 | 2.427                                          |
| 2014 | 5.649                                          |
| 2015 | 6.118                                          |
| 2016 | 6.588                                          |
| 2017 | 7.059                                          |
| 2018 | 7.126                                          |
| 2019 | 7.155                                          |
| 2020 | 4.309                                          |
| 2021 | 7.052                                          |
| 2022 | 7.010                                          |

Im Zeitraum von 1951 bis 1987 zogen etwa 1,4 Millionen Aussiedler in die Bundesrepublik, zum überwiegenden Teil aus Polen und Rumänien. Ihre Eingliederung verlief weitgehend problemlos. Mit der Öffnung des Ostblocks seit Michail Gorbatschow veränderte sich die Situation drastisch: Seit 1988 stieg die Zahl der Aussiedler sprunghaft an und erreichte 1990 mit fast 400.000 Menschen einen Höhepunkt. Seitdem geht der Zuzug von Aussiedlern bzw. Spätaussiedlern stetig zurück. Während der Anteil von Personen aus Polen und Rumänien aufgrund der Demokratisierungsprozesse und der Verbesserung der Minderheitensituation rasch absank, stieg der Anteil der Deutschen aus Russland und Kasachstan seit dem Ende der Sowjetunion 1991 und den erleichterten Ausreisemöglichkeiten stark an.
Gefördert wurden die Ausreiseanliegen Deutscher und deutscher Volkszugehöriger in Ost- und Südosteuropa bilateral, ab 1986 auch im Rahmen der KSZE von der Arbeitsgruppe Aussiedlung in der Rechtsabteilung des Auswärtigen Amtes in Bonn.
Im Zuge der Familienzusammenführung gelangten einige Deutsche aus den oben genannten Staaten auch in die DDR. Ihre Anzahl wurde allerdings von den örtlichen Behörden nicht amtlich erfasst, da sie nicht als Deutsche, sondern als Staatsbürger ihres Herkunftslandes, mithin als zugewanderte Ausländer eingeordnet wurden.
Bei der Einstufung von Menschen als Aussiedler wurde der Einfachheit halber von Amts wegen angenommen, dass derjenige, der als Deutscher aus einem (früher) kommunistischen Land nach Deutschland gekommen sei, aus seiner Heimat als „ethnisch Verfolgter“ „vertrieben“ worden sei (und zwar auch dann, wenn er selbst ohne Druck seitens der Behörden oder der Bevölkerungsmehrheit das Land verlassen wollte oder wenn ganz andere Faktoren als die Diskriminierung als Deutscher als Push-Faktoren wirksam wurden). Bei den Beratungen des Kriegsfolgenbereinigungsgesetzes, das zum 1. Januar 1993 in Kraft trat, gelangte die Bundestagsmehrheit hingegen zu der Auffassung, dass sich in Rumänien und Polen die politischen Verhältnisse so weit normalisiert hätten, dass die deutschen Minderheiten dort nicht mehr verfolgt würden. Somit hätten nur noch solche Angehörige der deutschen Minderheit einen Anspruch auf Anerkennung als Vertriebene, die individuell nachweisen könnten, dass sie wegen ihrer Nationalität verfolgt und diskriminiert worden seien. Im Hinblick auf deutsche Volkszugehörige aus den Nachfolgestaaten der Sowjetunion hingegen wurde auch nach 1992 daran festgehalten, dass jeder deutsche Volkszugehörige als solcher im Herkunftsgebiet ethnischer Verfolgung ausgesetzt gewesen und von dort vertrieben worden sei.
Nach 1990 erlebte Deutschland einen erhöhten Zuzug an Aussiedlern beziehungsweise Spätaussiedlern aus Osteuropa. In den vergangenen Jahren hat dieser Zuzug nachgelassen. Bis 1995 kamen entsprechend einem gesetzlich festgelegten Jahreskontingent noch immer über 200.000 Spätaussiedler pro Jahr nach Deutschland; die 1996 eingeführten Sprachtests begrenzten diesen Zustrom, sodass die Zahlen bis ins neue Jahrtausend unter 100.000 jährlich fielen. Während bis 2012 noch einmal über 1,6 Millionen Personen in die Bundesrepublik migrierten, sind es seit 2006 allerdings nur noch wenige Tausend pro Jahr. Im Jahr 2005 kamen laut Bundesamt für Migration und Flüchtlinge (BAMF) 7.500 Spätaussiedler nach Deutschland, 2012 nur noch 1.817.
Das Statistische Bundesamt stellte anhand des Mikrozensus fest, dass 2011 ungefähr 3,2 Millionen selbst zugewanderte (Spät-)Aussiedler und mitgereiste Familienangehörige in Deutschland lebten, was bedeutete, dass 71 % der etwa 4,5 Millionen von 1950 bis 2011 zugewanderten Aussiedler und Spätaussiedler nach wie vor in Deutschland lebten. Die Differenz wird vor allem auf Todesfälle zurückgeführt und nur zu einem geringen Anteil auf eine Auswanderung aus Deutschland.
Erst 2014 stieg die Zahl durch die Gesetzesänderung wieder spürbar auf 5.649 an. Auch gingen 2014 30.009 Anträge beim Bundesverwaltungsamt (BVA) ein, mehr als in den drei vorigen Jahren zusammen. Zu den Gründen für diesen neuerlichen Anstieg zählten, so der Historiker Alfred Eisfeld, der Wegfall der Familienzuzugssperre und der Umstand, dass viele in Kasachstan lebenden Deutschen für sich dort keine Perspektive mehr sahen.
Menschen, die heute noch und in der Zukunft als Spätaussiedler nach Deutschland umsiedeln wollen, müssen die Behauptung, deutsche Volkszugehörige zu sein, durch ausreichende Beherrschung der deutschen Sprache nachweisen.
Die Konzentration auf die Deutschkenntnisse der Ausreisewilligen wurde 2001 bei den Beratungen zur Neufassung des § 6 BVFG im Deutschen Bundestag folgendermaßen begründet: „Spätaussiedler würden kaum noch als (ehemalige) Volksdeutsche wahrgenommen werden können, wenn sie ohne Deutschkenntnisse als solche anerkannt werden könnten; außerdem würde ihre Integration zusätzlich erschwert. Denn insbesondere fehlende Deutschkenntnisse stellen sich bei den russlanddeutschen Spätaussiedlerfamilien zunehmend als starkes Hindernis für deren Integration in Deutschland heraus. Dadurch entstehen Belastungen für die Sozialhaushalte, welche vor allem dann schwer zu erklären sein werden, wenn die Anerkennung als Spätaussiedler trotz fehlender Deutschkenntnisse möglich sein soll.“
Laut Volkszählungen in der Sowjetunion sank der Anteil derjenigen, die Deutsch als Muttersprache angaben, unter denen, die als „Deutsche“ registriert waren, von 66,8 Prozent im Jahr 1970 auf 48,7 Prozent im Jahr 1989. In einer Studie der Friedrich-Ebert-Stiftung gaben im Jahr 2003 64 Prozent der in Deutschland aufgenommenen Spätaussiedler an, dass sie in ihrem Herkunftsland zu Hause nicht Deutsch gesprochen hatten.
In neueren soziolinguistischen Untersuchungen wird die These vertreten, dass jemand, „der die deutsche Sprache nicht auf muttersprachlichem Niveau beherrscht, […] es schwer haben [wird], unhinterfragt an seiner beanspruchten deutschen Identität festzuhalten.“ Allerdings gibt es auch Widerspruch gegen die These, nur diejenigen seien deutsche Volkszugehörige, die von ihren Eltern die deutsche Sprache vermittelt bekommen hätten.
Um Deutschstämmige vor allem in Polen und in Russland zum Verbleib in ihren jetzigen Wohngebieten zu motivieren, hat die Bundesregierung auf der Grundlage des § 96 BVFG ein System von Bleibehilfen entwickelt.

### Integration in die Gesellschaft
Zur Integration von Spätaussiedlern stellt die Schader-Stiftung mit einer 2007 veröffentlichten Untersuchung fest:
  „[…]
- Die weit überwiegende Zahl der nach Deutschland übersiedelten Russlanddeutschen wurde in einem sowjetischen Umfeld sozialisiert. Nur noch die älteste Generation kennt rein deutschstämmige Heiraten und Nachbarschaften, wie sie bis zum 2. Weltkrieg üblich waren, danach aber zerschlagen wurden. Kultur und Lebensweise orientierten sich nicht einmal mehr an einem wenn auch überholten und auf veraltetem Stand stagnierenden Deutschlandbild, sondern an zeitgenössischen Kultur- und Konsummustern der sowjetischen Gesellschaften.
- Hauptmotiv für die Übersiedlung nach Deutschland war nach dem Zusammenbruch der Sowjetunion die Chance, für sich selbst und die Kinder in einem wohlhabenden Land eine bessere Zukunft zu sichern.
- Die Ausreise nach Deutschland wurde häufig gegen den Widerstand von Angehörigen der eigenen Familie durchgesetzt. Insbesondere ältere Kinder und Jugendliche wollten ihren alten Lebenskontext und die peer groups, innerhalb derer sie sich bewegten, nicht aufgeben.
- Die Stigmatisierung der Deutschstämmigen als ‚Deutsche‘ oder gar abwertend als ‚Nazis‘ in der Sowjetunion schlug nach der Übersiedlung in die Bundesrepublik in eine Stigmatisierung als ‚Russen‘ um. Dieser verbale Ausdruck der Ausgrenzung wurde insbesondere von der jungen Generation als Merkmal der eigenen Identitätsbildung und Selbstabgrenzung angenommen und bewirkt noch immer erhebliche Integrationsprobleme.
- Die gleichermaßen von außen entgegengebrachte und selbst gewählte Ausgrenzung im Aufnahmeland, die vor allem auf viele männliche, jugendliche Aussiedler einwirkt, steht in enger Verbindung mit dem Zeitpunkt der Übersiedlung nach Deutschland vor oder nach Mitte der 1990er Jahre. Die frühen Aussiedlergruppen verfügten noch über Kenntnisse der deutschen Sprache und Kultur und trafen günstige Arbeitsmarktbedingungen in der Bundesrepublik an; ihre strukturelle Integration gelang schnell und erfolgreich. Unter den späteren Aussiedlergruppen besaßen nur noch wenige Personen deutsche Sprachkenntnisse, die kulturelle Sozialisation war eine komplett russische bzw. sowjetische. Die verschlechterte Arbeitsmarktlage in Deutschland und gekürzte Mittel z. B. für Sprachkurse erschwerten die Eingliederung im Aufnahmeland erheblich. Die Geschichte der Migration ist für diese Menschen daher in vielen Fällen eine Geschichte des sozialen Abstiegs.“

Ein wesentlicher Grund für die genannte Stigmatisierung ist die Auffassung vieler alteingesessener Deutscher, „deutsch“ sei man nur dann, wenn man die deutsche Sprache hinreichend gut beherrsche. Laut einer auf dem 47. Kongress der Deutschen Gesellschaft für Psychologie 2010 in Bremen vorgetragenen Studie meinen das 96,6 Prozent aller autochthonen Deutschen.
Auf einer Fachkonferenz der Friedrich-Ebert-Stiftung zum Thema „Migration und Integration“, die im März 2003 stattfand, wurde festgestellt, dass Spätaussiedler überdurchschnittlich häufig von Arbeitslosigkeit betroffen und bedroht seien. „Zwar verfügen […] rund zwei Drittel der Spätaussiedler über eine mehr- oder sogar langjährige Berufserfahrung, die wenigsten können aber ihre Kenntnisse in Deutschland einbringen. Vielfach scheitert die berufliche Integration an mangelnden Deutsch- und EDV-Kenntnissen. Nur rund 21 Prozent der Befragten beurteilen ihre sprachlichen Fähigkeiten als fortgeschritten oder sehr gut. 36 Prozent der befragten Aussiedler geben an, sie hätten zu Hause schon Deutsch gesprochen.“
Die These, wonach es unter Jugendlichen und jungen Erwachsenen aus dem Aussiedlermilieu eine erhöhte Anfälligkeit für Drogenkonsum und Kriminalität gebe, ist umstritten.
Die Landsmannschaft der Deutschen aus Russland betont die Chancen, die die Zuwanderung von Russlanddeutschen nach Deutschland mit sich bringe, „weil mit ihnen junge, kinderreiche und arbeitsame Menschen in eine Gesellschaft kommen, die sich zunehmend der Gefahr einer Überalterung gegenübersieht, und weil sie sich mit ihren Fähigkeiten und ihrer Leistungsbereitschaft ganz gewiss nicht zu verstecken brauchen.“
Der damalige Bundesinnenminister Wolfgang Schäuble kommentierte 2006 die Situation mit den Worten: „Der spürbare Anstieg von mitreisenden Familienangehörigen mit unzureichenden Sprachkenntnissen und die schwierige Lage auf dem Arbeitsmarkt in Deutschland machen uns heute […] mehr zu schaffen, als das früher der Fall gewesen ist. Die Mehrzahl der Aussiedler bemüht sich um die eigene Integration, indem sie Deutsch lernt und Arbeiten annimmt, die oft weit unter ihrer persönlichen Qualifikation liegen. […] Leider haben wir mit einem Teil der jüngeren männlichen Generation einige Probleme – auch wenn ich vermute, dass die Darstellungen in den Medien oft überzogen und einseitig sind. […] Diesem Problem müssen wir mit aller Kraft und gemeinsam entgegenwirken so gut und wo immer wir können.“
In Russland beurteilt man die Lage skeptischer: „Heute leben in der Bundesrepublik ca. 2,5 Millionen Bürger, die als Aussiedler, Spätaussiedler oder deren Angehörige aus den Staaten der ehemaligen Sowjetunion zugewandert sind. Für viele von ihnen hat sich der Traum nach Akzeptanz und einem besseren Leben auch in Deutschland nicht verwirklicht.“ Im Kontext dieser russischen Kritik verabschiedete die Regierung der Russischen Föderation im Juni 2007 ein staatliches „Programm zur dauerhaften Rückführung von im Ausland lebenden Personen russischer Muttersprache auf das Territorium der Russischen Föderation“ (Kurzbezeichnung: ‚Programm Landsleute‘). Dessen Ziel ist es, die Rückwanderung von 300.000 Personen russischer Muttersprache aus der GUS, Israel, den USA und aus Deutschland (Spätaussiedler, jüdische Zuwanderer und russische Staatsangehörige) (bis 2009) zu fördern.
Aus der Gruppe der Spätaussiedler schlossen 80 Prozent und mehr die Integrationskurse, die sie besucht haben, erfolgreich ab (der Durchschnittswert aller Einwanderergruppen liegt bei ca. 70 Prozent). Im Jahresdurchschnitt 2007 waren 23.542 Spätaussiedler arbeitslos gemeldet (1998 waren 116.871 (Spät-)Aussiedler als arbeitslos gemeldet; 1999 belief sich ihre Zahl auf 92.054). Während in den Jahren 2000 bis 2006 218.708 deutsche Zuwanderer aus der Russischen Föderation nach Deutschland kamen, kehrten 13.661 Rückwanderer in diesem Zeitraum nach Russland zurück.
In zahlreichen Bundesländern wurden sogenannte Sonderlehrgänge für Aussiedler eingerichtet, wobei sich die Zielgruppen und Zulassungsvoraussetzungen je nach Land unterscheiden. Die Lehrgänge bauen in der Regel auf ausländischen Sekundarabschlüssen mit mindestens zehnjähriger Dauer auf und führen in zwei Jahren zur Allgemeinen Hochschulreife beziehungsweise zur Fachhochschulreife. Eine aufstockende Förderung zum BAföG erfolgt zum Beispiel durch die Otto Benecke Stiftung e. V.
Eisfeld schätzt, dass die Integration der Spätaussiedler in Deutschland „überwiegend gelungen“ ist, obwohl sie für viele Betroffene einen sozialen Abstieg bedeutete, vor allem, wenn sie keine Anerkennung ihrer Hochschulabschlüsse erhielten.

#### Gruppe der Personen aus der ehemaligen Sowjetunion
Viele Deutsche aus der ehemaligen UdSSR brachten auch nicht-deutsche Familienangehörige mit. Überwog zu Beginn der Einwanderungswelle bis Anfang der 1990er Jahre der Anteil derjenigen in den Familien, die sich der deutschen Kultur zugehörig fühlten und auch Deutsch sprachen, so kamen ab der bis heute andauernden vierten Phase, die zunächst durch eine Verstetigung und dann eine kontinuierliche Begrenzung der Aussiedlerzuwanderung gekennzeichnet war, überwiegend Menschen ohne Kenntnisse oder mit nur geringen Kenntnissen der deutschen Sprache.
In manchen deutschen Stadtvierteln wird mittlerweile (auch von Deutschstämmigen) überwiegend Russisch gesprochen. Dort leben Deutsche aus Russland, ethnische Russen, Angehörige anderer Völker der ehemaligen Sowjetunion sowie jüdische Kontingentflüchtlinge. Mehrere eigenständige russischsprachige Zeitungen, beispielsweise die Tageszeitung Rheinskaja Gazeta oder die Wochenzeitschrift Russkaja Germanija erscheinen heute in Deutschland; sie kommen dem anhaltenden Bedürfnis vieler Zuwanderer, auch in Deutschland die russische Sprache und Kultur zu pflegen, entgegen.
Eine deutsch-russische Mischsprache, die manchmal unter diesen Einwanderergruppen gesprochen wird, ist derzeit im Entstehen begriffen. In der Regel wird eine unterschiedlich ausgeprägte Mehrsprachigkeit gepflegt, wie etwa bei den Russlandmennoniten mit dem parallelen Gebrauch von Deutsch, Russisch und Plautdietsch.
Eine kaum beachtete, aber relativ große Mittelschicht von Deutschen legt allerdings keinen Wert darauf, als „Bindestrich-Deutsche“ betrachtet zu werden und sieht sich einfach als Deutsche in Deutschland. Einige deutsche Studenten aus Russland sprechen akzentfreies Deutsch auf einem für ein Studium erforderlichen Niveau, da sie entweder noch vor der Einschulung nach Deutschland kamen oder sogar bereits hier geboren wurden.
Viele ignorieren bei dem Begriff „Deutsche aus Russland“ diejenigen, die inzwischen nicht nur integriert, sondern voll assimiliert sind, und kommen nicht auf die Idee, sie oder deren Vorfahren könnten zugewandert sein. Viele Deutsche aus der ehemaligen Sowjetunion legen allerdings großen Wert auf ihre deutsche Abstammung und nehmen die Titulierung „Russe“ als grobe Beleidigung wahr.
Neuerdings pflegen und nutzen einige Deutsche aus Russland ihre spezifischen Sozialisationserfahrungen oder diejenigen ihrer Vorfahren aus der ehemaligen Sowjetunion auch in Deutschland. Das betrifft einerseits ihre Russischkenntnisse, die einen wertvollen Teil ihres Humankapitals ausmachen können, andererseits kulturelle Traditionen, die sie in einem von Russen dominierten Umfeld erworben haben, und landeskundliche Kenntnisse.
Die Bundeszentrale für politische Bildung (bpb) veranstaltete im März 2017 eine Konferenz zum Thema „Aussiedlung, Beheimatung, Politische Teilhabe – Deutsche aus Russland in Wechselwirkung mit russischsprachigen Gruppen in Deutschland“. Damit unterstellt die Bundeszentrale, dass es grundlegende Gemeinsamkeiten zwischen den verschiedenen Gruppen von „postsowjetischen Migranten“ gebe. Hintergrund der Einberufung der Konferenz war der Vorwurf, viele Aussiedler seien Teil von „Putins fünfter Kolonne“ in Deutschland, die besonders leicht im Rahmen von dessen „hybridem Krieg“ einsetzbar seien, weil sie eine Präferenz für Meldungen in russischer Sprache hätten.
Wenig bekannt ist, dass laut Zensus am Stichtag, dem 9. Mai 2011, ca. 570.000 Menschen in der Bundesrepublik Deutschland lebten, die sowohl die deutsche als auch die russische Staatsangehörigkeit besaßen. Bei diesen Menschen, die man nicht beleidigt, wenn man sie wahrheitsgemäß als „Russen“ bezeichnet, handelte es sich nicht nur um Aussiedler oder Spätaussiedler. Das erste russische Gesetz über die Staatsangehörigkeit wurde im November 1991 verabschiedet und legte fest, dass Personen, die ihren ständigen Wohnsitz in der Russischen Föderation hatten, bevor das Gesetz im Februar 1992 in Kraft trat, automatisch als Bürger der Russischen Sozialistischen Föderativen Sowjetrepublik (RSFSR) anerkannt wurden. Diese Personen verlieren ihre Staatsangehörigkeit (außer durch Tod) nur dadurch, dass sie ausdrücklich aus ihr austreten, was viele Spätaussiedler nach ihrer Übersiedlung nach Deutschland unterlassen haben. Denn viele hielten eine Ausbürgerung für zu kostspielig und schätz(t)en es, mit ihrem russischen Pass unkomplizierter nach Russland reisen zu können. Zu der Zahl von Bürgern Deutschlands und Russlands sind noch Menschen mit zwei Staatsangehörigkeiten hinzuzurechnen, die aus einem anderen Nachfolgestaat der Sowjetunion nach Deutschland eingereist sind. Der russische Außenminister Sergei Lawrow erklärte, es sei Aufgabe der Politik Russlands, „seine Bürger zu schützen“, und zwar auch im Ausland.
Waldemar Eisenbraun, Vorsitzender der Landsmannschaft der Deutschen aus Russland e. V., behauptet, dass „die politischen Präferenzen der Deutschen aus Russland […] sich kaum von jenen der Mehrheit der Bevölkerung“ unterschieden. Für das „Handelsblatt“ hingegen steht fest, dass „[ü]ber Jahrzehnte […] Russlanddeutsche und die CDU/CSU untrennbar“ zusammengehört hätten. Vor der Flüchtlingskrise hätten zwei von drei wahlberechtigten Aussiedlern und Spätaussiedlern die CDU oder die CSU gewählt. Danach habe nicht der Stimmenanteil der Linken, der Grünen und der SPD, sondern der der AfD dramatisch zugenommen, und zwar besonders bei jungen Deutschen aus Russland. Spiegel Online erklärt dieses verbreitete Misstrauen gegenüber etablierten Parteien damit, dass angeblich „die eigenen konservativen Werte in Deutschland nicht mehr gefragt seien, die traditionelle Familie, die Verankerung im christlichen Glauben, die Pflege von überliefertem Brauchtum“. Viele Russlanddeutsche verträten zudem die Ansicht, „die Flüchtlinge aus dem arabischen Raum seien freundlicher aufgenommen worden und bekämen öffentliche Leistungen, die sich selbst hätten hart erkämpfen“ müssen. Hinzu komme, „dass einige noch in der Sowjetunion fremden- und islamfeindliche Grundhaltungen verinnerlicht haben; sie glauben bereitwillig Verschwörungstheorien, die russische Medien nähren“. Eine im Oktober 2016 erschienene Untersuchung des Sachverständigenrats deutscher Stiftungen für Migration und Integration zu den Parteipräferenzen von Migranten zeigt jedoch, dass sich die (Spät-)Aussiedler insgesamt (also nicht nur die Russlanddeutschen) den Präferenzen der Bevölkerung ohne Migrationshintergrund angenähert haben. Aussiedler und Spätaussiedler waren damals unter den Wählern der Linken sogar deutlich überrepräsentiert, was die These, Deutsche aus Russland seien generell eher „rechtsgerichtet“, als fragwürdig erscheinen lässt.
Nach Ansicht von Hartmut Koschyk, dem Beauftragten der Bundesregierung für Aussiedlerfragen und nationale Minderheiten, ist die Integration Deutscher aus Russland in die bundesdeutsche Gesellschaft gelungen. „Gerade für die Russlanddeutschen, die vielfach in ihrer angestammten Heimat wegen ihrer deutschen Wurzeln als Fremde behandelt wurden, aber auch nicht in Deutschland heimisch zu werden glaubten, weil sie wegen ihres russischen Akzents oder ihrer Herkunft aus Russland für fremd gehalten wurden, stellt sich die Frage nach der eigenen heimatlichen Verortung auf besondere Weise. Vielfach ist auch der christliche Glaube gerade für die Spätaussiedler von Identität stiftender Bedeutung. Der säkulare Staat stiftet keinen Lebenssinn; er sättigt nicht die transzendentalen Bedürfnisse des Menschen. Es sind die Spätaussiedler, die aufgrund ihrer mehrheitlich christlichen Verwurzelung und gelebten Religiosität auch ihren in Deutschland geborenen Landsleuten etwas vorleben.“
Ernst Strohmaier, Geschäftsführer der Landsmannschaft der Deutschen aus Russland e. V., bestätigt, dass die meisten Deutschen aus Russland gut in die deutsche Gesellschaft integriert seien. Er kritisiert allerdings, dass nach den 1990er Jahren die Arbeit mit Problemgruppen unter russlanddeutschen Jugendlichen vernachlässigt worden sei. Ohne „nachholende Integration“ könne durchaus eine Parallelgesellschaft entstehen, in der eine Minderheit von Russlanddeutschen sich mit wirklich Russischstämmigen in Deutschland vereinige. Ein Anschluss dieser Deutschen aus Russland an Rechtsextremisten, die von Russland unterstützt würden, und „russische Mafia-Gruppen“ sei nicht ausgeschlossen.
Angesichts des russischen Angriffskrieges gegen die Ukraine am 24. Februar 2022 stellt sich erneut die Frage nach der Loyalität von Menschen, die oder deren Vorfahren aus der Sowjetunion oder einem ihrer Nachfolgestaaten nach Deutschland zugewandert sind, gegenüber dem Putin-Regime in Russland. Jannis Panagiotidis von der Universität Wien, Spezialist für postsowjetische Migration in Deutschland, spricht in einem Interview von einer „Community“ Russischsprachiger und von „russischstämmigen Deutschen“. Nur eine Minderheit halte „in Treue zu Putin“, es handele sich dabei zumeist um Menschen, die bei der Einreise nach Deutschland „kein Deutsch sprachen und sich nicht wirklich in die deutsche Gesellschaft integriert fühlen. Sie informieren sich fast ausschließlich über russische Staatsmedien und sind besonders intensiv der migrationsfeindlichen und nationalistischen Propaganda des Kreml ausgesetzt“. Im Jahr 2016 (also nach der Annexion der Krim durch Russland) sei festgestellt worden, dass 17 Prozent der Menschen aus der ehemaligen Sowjetunion „eher russlandtreu“ seien. Jüngere neigten stärker als Ältere dazu, generell autoritäre Obrigkeitsstaaten abzulehnen, also auch das politische System Russlands.
Panagiotidis hält es außerdem für schwierig, innerhalb der „Community“ eine saubere Unterscheidung zwischen russischen Migranten und Deutschen aus Russland vorzunehmen (die er „Exilrussen“ und „Russlanddeutsche“ nennt), „da in vielen Familien ein Teil einen russlanddeutschen Hintergrund hat und der andere einen russischen oder ukrainischen“. Panagiotidis geht davon aus, dass sich als Folge der russischen Aggression das Verhältnis der Menschen zu Russland mit Familiengeschichte in der Sowjetunion „weiter abkühlen“ werde.

#### Gruppe der Personen aus Polen
Die meisten der über 1,4 Millionen aus Polen zugewanderten Aussiedler reisten in den 1980er Jahren bis 1991 zu, als der Zuzug aus diesem Herkunftsland stark begrenzt wurde. Bereits vor dem Fall des Eisernen Vorhangs hatte die Ausreise polnischer Staatsbürger, die mit einem Touristenvisum nach Westdeutschland reisten und erst hier einen Antrag auf Anerkennung als Aussiedler stellten, stark zugenommen (1987: 48.419, 1988: 140.226, 1989: 250.340, 1990: 113.253 und 1991: 40.129). Die Aussiedler aus Polen der 1980er Jahre waren zumeist polnisch sozialisiert. Der Anteil der Migranten mit ausschließlich polnischen Sprachkenntnissen für diesen Zeitraum wird mit 80 bis 95 Prozent angegeben.
Zu der Gruppe der Deutschen aus Polen gehören
- ursprünglich ethnisch polnische Menschen, die schon vor 1945 in das Gebiet der heutigen Bundesrepublik Deutschland ausgewandert und hier eingebürgert worden sind, sofern sie nicht zum Zeitpunkt ihrer Übersiedlung bereits deutsche Staatsangehörige waren (diese Menschen gehör(t)en allerdings nicht zu den Spätaussiedlern),
- ethnisch Deutsche, die nach 1945 aus den 1937 zum Deutschen Reich gehörenden Gebieten östlich der Oder-Neiße-Linie in die Bundesrepublik Deutschland ausgewandert sind (deutsche Staatsangehörige)
- ethnisch Deutsche, die nach dem Zweiten Weltkrieg aus Danzig oder aus Gebieten zugewandert sind, die bereits vor 1945 zu Polen gehörten (deutsche Volkszugehörige),
- ethnische Polen, die 1937 als nationale Minderheit im Deutschen Reich anerkannt waren und die deutsche Staatsangehörigkeit besaßen, sowie die Abkömmlinge der genannten Personen.

Auch ethnische Polen galten also bereits bei ihrer Übersiedelung in die Bundesrepublik Deutschland als Deutsche im Sinne des Grundgesetzes und damit als Spätaussiedler und nicht als zugewanderte Ausländer, wenn sie oder ihre Vorfahren vor 1937 die deutsche Staatsangehörigkeit besaßen. Da der Begriff des „Deutschen im Sinne des Grundgesetzes“, wie er 1949 formuliert wurde, die Grenzen des Deutschen Reichs von 1937 zugrunde legt, wird nämlich davon ausgegangen, dass diese Staatsangehörigkeit theoretisch nie erloschen ist.

## Sprachverwendung
In vielen Statistiken werden „Aussiedler“ als Kategorie aufgeführt. Die auffallend niedrigen Zahlen erklären sich dadurch, dass „Aussiedler“ in der offiziellen Statistik der Bundesregierung nur so lange als solche aufgeführt werden, bis sie die deutsche Staatsangehörigkeit verliehen bekommen haben. Umgangssprachlich wird aber eine ausgesiedelte Person (mit bereits vorhandener deutscher Staatsbürgerschaft) oft immer noch als Aussiedler bezeichnet.

### Flüchtlinge und Vertriebene
Deutsche, die nach dem Zweiten Weltkrieg aus den danach unter fremder Verwaltung stehenden ehemaligen deutschen Ostgebieten vertrieben wurden (1945–1948), werden als Vertriebene bezeichnet.
Sowohl Flüchtlinge (1944/45), Vertriebene bzw. im Sprachgebrauch der DDR „Umsiedler“ (1945–48) als auch Aussiedler (1957–1992) werden als Heimatvertriebene bezeichnet. Bis 1992 zählten auch die Aussiedler zur Gruppe der Heimatvertriebenen. Aussiedler, die aus den historischen deutschen Ostgebieten kommen, waren bereits im Besitz der deutschen Staatsangehörigkeit, da entweder ihre Vorfahren oder sie noch selbst Bürger des Deutschen Reiches (Gebietsstand 31. Dezember 1937) waren.

### Russlanddeutsche, Deutsche aus Russland, Deutschrussen
Die Bedeutung des Begriffs „Russlanddeutsche“, der früher auf Aussiedler und Spätaussiedler aus den Nachfolgestaaten der Sowjetunion und die dort noch Lebenden bezogen wurden, verengt sich zusehends auf diejenigen Deutschen, die sich dauerhaft in den Nachfolgestaaten der Sowjetunion, insbesondere in Russland aufhalten, während die Übergesiedelten sich heute selbst überwiegend als „Deutsche aus Russland“ bezeichnen. Sprachprägend ist hier insbesondere die Selbstbezeichnung der Landsmannschaft der Deutschen aus Russland e. V.
Die zunehmende Verwendung der Bezeichnung „Deutschrussen“ für Aussiedler und Spätaussiedler aus den Nachfolgestaaten der Sowjetunion als Fremdbezeichnung ist hingegen irreführend, wenn nicht unterstellt werden soll, dass es sich bei den betreffenden Menschen um Russen handele, die Deutsche werden wollen. Tatsächlich galten Aussiedler und Spätaussiedler aus offizieller deutscher Sicht bereits vor ihrer Übersiedlung nach Deutschland als Deutsche und müssen demnach auch dann als Deutsche eingeordnet werden, wenn sie sich untereinander in russischer Sprache unterhalten und diese Sprache besser beherrschen als die deutsche Sprache (→ russischsprachige Bevölkerungsgruppen in Deutschland).
In einem 2016 veröffentlichten Text von Spiegel Online über „russischsprachige Bürger und Russen, die in Deutschland leben,“ ist abwechselnd von „sogenannten Russlanddeutschen“, „Deutschrussen“, „russischsprachigen Bürgern“ und „Russischstämmigen“ die Rede, wobei offenbar die Begriffe sich auf dieselben Menschen beziehen sollen. In der Überschrift werden diese sogar zu den „Russen“ gezählt. In dem Beitrag wird eine von einem als kreml-kritisch vorgestellten russischen Institut veröffentlichte englischsprachige Studie „Russians in Germany“ zitiert, die sich auch auf Deutsche aus Russland bezieht (78 Prozent der Befragten seien „German Resettlers“, also deutsche „Rücksiedler“, gewesen). Es wird in dem Artikel zur Kenntnis genommen, dass sich, wie die Studie herausgefunden haben will, 44 Prozent der Bezugsgruppe „als deutsch verstehen“.

### Migranten
Nachdem Rainer Ohliger bereits 2005 für eine differenzierte Integration von Vertriebenen und Spätaussiedlern in die allgemeine Migrationsgeschichte eingetreten ist, vertritt Panagiotidis die These, dass alle aus den Nachfolgestaaten der Sowjetunion Zugezogenen „Migranten“ seien, auf die die Untersuchungsmethoden angewandt werden müssten, die bei anderen Migrantengruppen (vor allem aus dem Mittelmeerraum) üblich seien. Sowohl „unauffällige Integration [als auch] fortbestehende Segregation […] beschreiben“, so Panagiotidis, „die Realität unterschiedlicher Milieus innerhalb der Großgruppe ‚russlanddeutsche Spätaussiedler‘. Diese Großgruppe ist angesichts ihrer Größe, [der] unterschiedlichen mitgebrachten Voraussetzungen der einzelnen Menschen und der Diversität der sozioökonomischen Lebenslagen notwendigerweise heterogen. Mit dieser Heterogenität, welche sich in der inzwischen erwachsenen zweiten und der heranwachsenden dritten Generation noch verstärken wird, sind die Russlanddeutschen heute zuallererst Teil der diversen bundesdeutschen Migrationsgesellschaft. Der Gebrauch der russischen Sprache und der Konsum russischer Lebensmittel hat hier genauso Platz wie die Assimilation in die bundesdeutsche Mittelklasse bei gleichzeitigem mehr oder weniger stark ausgeprägtem Bewusstsein um die eigene ‚andere‘ Herkunft, oder auch die ‚segmentierte Integration‘ in religiös definierten Gemeinschaften. Genauso wie bei anderen migrantischen Gruppen gilt es bei den Russlanddeutschen diese Vielfalt der Erfahrungen und Lebensentwürfe stets zu berücksichtigen, um unzutreffende homogenisierende Interpretationen ihrer Gegenwart zu vermeiden.“ Generell warnen Panagiotidis und andere vor „groupism“, d. h. vor dem häufig anzutreffenden Denkschema: „Ein bestimmter Mensch gehört (nicht) der sozialen Gruppe x an und weist deshalb (nicht) die Eigenschaft y auf“.
Die Bezeichnung Deutscher aus Russland als „Migranten“ trifft bei Aussiedler-Funktionären auf Widerspruch. So meint Dietmar Schulmeister, Landesvorsitzender der Landsmannschaft der Deutschen aus Russland in Nordrhein-Westfalen: „Russlanddeutsche sind keine Migranten“. Die „Siebenbürgische Zeitung“ begründet die Ablehnung der Bezeichnung von Aussiedlern und Spätaussiedlern als „Migranten“ damit, dass mit dem Begriff fast zwangsläufig die Konnotation „Ausländer“ verbunden sei. Das wesentliche Merkmal eines Menschen deutscher Volkszugehörigkeit aber sei das „kulturelle Selbstverständnis als Deutscher“ bereits in seinem Herkunftsland. Der Vorgang des Wohnortwechsels über Staatsgrenzen hinweg sei im Fall der Aussiedler und Spätaussiedler eher mit der Rückkehr von Auslandsdeutschen nach Deutschland vergleichbar, die ebenfalls nicht als „Migration“ betrachtet werde. Die Zeitung zitiert eine Stellungnahme der Bundeskanzlerin Angela Merkel: „Aussiedler und Spätaussiedler sind Deutsche und als solche von ausländischen Migranten zu unterscheiden“.

## Internationale Regelungen über Bürgerrechte für Abkömmlinge des Staatsvolks
Gesetze für die Einreise von Menschen, die als Abkömmlinge des eigenen Staatsvolkes (als ethnische Minderheit) im Ausland leben und nach der Einreise einen Anspruch auf Teilhabe an den ausschließlich Bürgern des Einreiselandes zustehenden Rechten (Bürgerrechten) erwerben, gibt es in vielen weiteren Staaten. Beispielsweise erließ Griechenland ein Gesetz, mit welchem es griechischstämmigen Menschen aus der ehemaligen Sowjetunion ermöglichte, sich wieder in Griechenland anzusiedeln. Seitdem sind einige hunderttausend griechischstämmige Ex-Sowjetbürger, vor allem aus Georgien, der Ukraine und Kasachstan, nach Griechenland ausgewandert. Ein weiteres Beispiel sind die finnischstämmigen Bewohner des russischen Ingermanlandes. Ähnliche Gesetze existieren auch in Japan und Estland.
Einen Sonderfall stellt die Alija (die Einreise von Juden nach Israel) dar, da in diesem Fall die Kategorie „Religionszugehörigkeit“ unauflöslich mit der der „Volkszugehörigkeit“ verknüpft wird. Die aus der ehemaligen Sowjetunion stammenden Juden galten im Herkunftsland als ethnische Minderheit.

## Film
- Andrzej Klamt: Podzielona Klasa – Die geteilte Klasse – Der dt.-poln. Dokumentarfilm von Andrzej Klamt erzählt am Beispiel der Grundschulklasse des Filmemachers die Geschichte schlesischer Spätaussiedler in den 1970er Jahren. Klamt begibt sich auf die Suche nach seinen ehemaligen Klassenkameraden im polnischen Bytom (ehemals Beuthen), die zur Hälfte im kommunistischen Polen geblieben und zur anderen Hälfte nach Westdeutschland ausgewandert sind, und illustriert in Interviews und Filmausschnitten exemplarisch Schicksale und Empfindungen Hunderttausender deutscher Herkunft aus Mittel- und Osteuropa (weitere Infos).